# Зарябинка (Харьковская область)
Заряби́нка (укр. Зарябинка) — село,
Зарябинский сельский совет,
Богодуховский район,
Харьковская область, Украина.
Код КОАТУУ — 6320883001. Население по переписи 2001 г. составляет 426 (201/225 м/ж) человек.
Является административным центром Зарябинского сельского совета, в который, кроме того, входит село Леськовка.

## Географическое положение
Село Зарябинка находится на обоих берегах реки Рябинка в самых её истоках. На реке несколько запруд.
Ниже по течению примыкает село Леськовка.

## История
- 1798 — дата основания.
- В 1940 году, перед ВОВ, в Зарябинке был 351 двор, девять ветряных мельниц и сельсовет.[1]

## Экономика
- КСП «Зарябинка», зерно, свекла, молоко.
- Богодуховский гериатрический пансионат.

## Достопримечательности
- Братская могила советских воинов и Памятный знак воинам-односельчанам. Похоронено 53 воина.